# محمد بن آجروم
أبو عبد الله محمد بن عبد الله بن داود الصنهاجي، ويعرف بابن آجُرُّوم (ولد 672 هـ / 1273 - توفي 723 هـ /1323)، فقيه ونحوي مغربي من صنهاجة، اشتهر بكتابه الآجرومية الذي يعتبر من أهم كتب النحو العربية.

## حياته
ابن ءاجُرُّوم، بمد الألف وضم الجيم وتشديد الراء. آجُرُّوم كلمة صنهاجية معناها الفقير والصوفي، وكان جده داود أول من عُرف بهذا اللقب. وصفه شُرّاح مقدمته كالمكودي والراعي وغيرهما بالإمامة في النحو. ولد بفاس، ودرس فيها، وقصد مكة حاجاً مروراً بالقاهرة حيث لبث مدة ودرس على النحوي الأندلسي أبي حيان محمد بن يوسف الغرناطي وحظي بإجازته. في مكة عاش زمناً وألّف مقدمته الآجُرّومية، وعندما عاد إلى فاس لازم تعليم النحو والقرآن في جامع الحي الأندلسي إلى أن مات.
اشتهر ابن آجُرُّوم بالتقوى والصلاح ووصفه معاصروه بأنه كان فقيهاً أديباً رياضياً، إماماً في النحو ومتبحراً في علوم أخرى منها التجويد وقراءة القرآن الكريم.
توفي في شهر صفر الخير، ودفن داخل باب الحديد بمدينة فاس ببلاد المغرب. قال الكفراوي في حاشيته: حكي أنه ألف متن الآجرُّومية تجاه البيت الشريف، وحكي أيضا أنه لما ألفه ألقاه في البحر وقال (إن كان خالصا لله تعالى فلا يبلى) وكان الأمر كذلك.

## مؤلفاته
اشتهر بكتابه «المقدمة الآجُرُّومية في مبادئ علم العربية» أوجز فيه كتاب «الجّمَل في النحو» لأبي القاسم عبد الرحمن بن إسحق الزجّاجي في خمسة وأربعين ومئة باب تناولت أبواب النحو والصرف والأصوات والضرورات الشعرية، وهي مباحث سهلة الحفظ تتعلق بعلامات الإعراب وتصريف الأفعال وإعرابها وأنواع المعربات من الأسماء، فكانت أساس الدراسات النحوية في زمنه، وتأخذ بمبدأ الاختيار من المدرستين الكوفية والبصرية، مع أن ابن آجروم كان أقرب إلى مذهب الكوفيين على خلاف الزجّاجي الذي كان ميالاً إلى البصريين.
طبعت المقدمة عدة طبعات في البلاد العربية وفي روما وباريس ولندن وميونيخ مع ترجمات إلى اللاتينية والفرنسية والإنكليزية والألمانية.
كتب ابن آجُرُّوم عدة مصنفات كما ألّف جملة أراجيز في القراءات والتجوبد. منها شرح لمنظومة الشاطبي «حرز الأماني ووجه التهاني» التي اشتهرت بالشاطبية نسبة إلى صاحبها، وسمّى ابن آجُرُّوم أرجوزته هذه «فرائد المعاني في شرح حرز الأماني» وعرفت بشرح الشاطبية.

## تدريسه في الجزائر

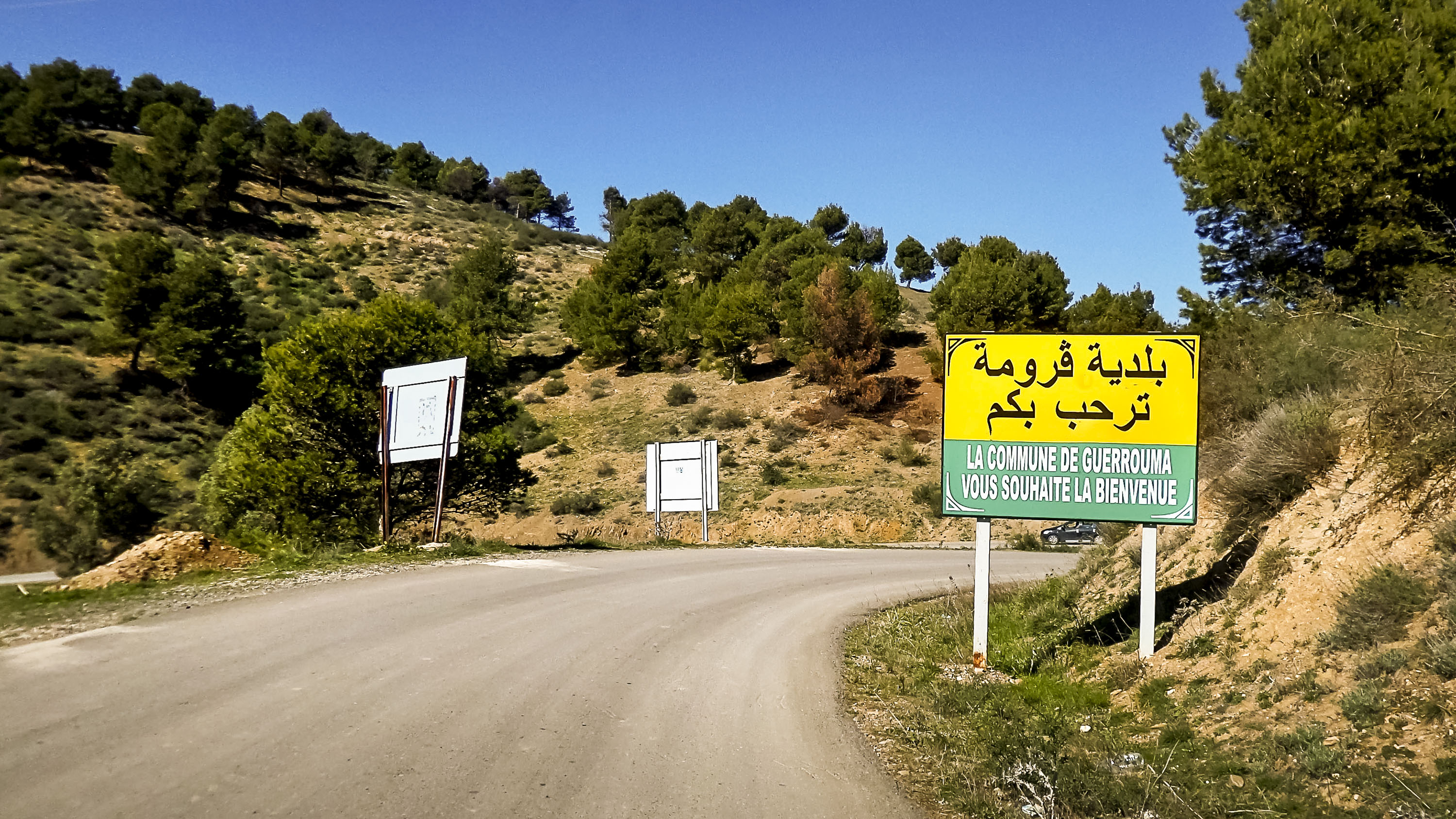
بلدية قرومة في الجزائر

لما ذاع صيت زاوية سيدي سالم بن مخلوف المتواجدة بالجزائر في منطقة القبائل، قصدها العلماء من كل حدب وصوب للتعلم والتعليم.
فقصدها العالم «محمد بن آجروم» للتدريس بها خلال عام 1502م ليبقى فيها مدة من الزمن استفاد منه الكثير من طلبة العلم آنذاك.
وقد سميت منطقة بلدية قرومة، المجاورة لبلدية سوفلات المقراني، نسبة إلى الشيخ العالم «محمد بن آجروم» الذي ترك بصمته العلمية والصوفية في القرى المجاورة لوادي يسر أين تم إنشاء سد كدية أسردون ابتداء من عام 2002م.
وتُطلق منذ ذلك الحين صفة «القرومي» على كل قارئ قرآن ماهر حاذق، وذلك نسبة إلى العالم «الآجرومي».

## وصلات خارجية
- القول المفهوم في قول بن آجروم، مخطوط ل أحمد سكيرج